# Liste du patrimoine culturel immatériel de l'humanité en Gambie
Cet article recense les pratiques inscrites au patrimoine culturel immatériel en Gambie.

## Statistiques
La Gambie ratifie la convention pour la sauvegarde du patrimoine culturel immatériel le 25 mai 2011. La première pratique protégée est inscrite en 2008.
En 2016, la Gambie compte 1 élément inscrit au patrimoine culturel immatériel, sur la liste représentative.

## Listes

### Liste représentative
L'élément suivant est inscrit sur la liste représentative du patrimoine culturel immatériel de l'humanité.
| Élément                                   | Type                                              | Subdivision | Année | Lien  | Notes                   | Illus. |
| ----------------------------------------- | ------------------------------------------------- | ----------- | ----- | ----- | ----------------------- | ------ |
| Le Kankurang, rite d’initiation mandingue | pratiques sociales, rituels et événements festifs |             | 2008  | 00143 | Partagé avec le Sénégal |        |

### Patrimoine immatériel nécessitant une sauvegarde urgente
La Gambie ne compte aucun élément sur la liste du patrimoine immatériel nécessitant une sauvegarde urgente.

### Registre des meilleures pratiques de sauvegarde
La Gambie ne compte aucune pratique listée au registre des meilleures pratiques de sauvegarde.